# Ротенберг, Роман Борисович
 Рома́н Бори́сович Ротенбе́рг (род. 7 апреля 1981, Ленинград) — российский предприниматель, менеджер, спортивный функционер. Главный тренер сборной по хоккею «Россия 25», первый вице-президент Федерации хоккея России; советник председателя правления Газпромбанка (зона ответственности — привлечение клиентов); член совета директоров, заместитель председателя правления Континентальной хоккейной лиги; основатель компании Vitawin (производство и дистрибуция спортивного питания) и ряда компаний, предоставляющих услуги в сфере спортивного маркетинга, медиа, спортивной экипировки; председатель совета директоров управляющей компании Arena Events; консультант по внешним коммуникациям «Газпром экспорта».
Находится под персональными санкциями Великобритании, США, Канады, Австралии, Украины, Новой Зеландии.

## Биография
Родился 7 апреля 1981 года в Ленинграде. Его мать Ирина Харанен работала в городском торговом управлении, отец Борис Ротенберг, мастер спорта и тренер по дзюдо, преподавал самооборону в милицейской академии. Дедушка имел еврейские корни, был директором ленинградского завода по выпуску телефонных аппаратов «Красная заря». Дедушка по матери — Микко Харанен был ингерманландцем, родом из посёлка Токсово в Ленобласти, где когда-то встретились Борис и Ирина. В 1991 году родители Романа и его младшего брата Бориса приняли решение эмигрировать из Ленинграда в Хельсинки по линии ингерманландцев-репатриантов. Там Роман, изучавший ещё до отъезда английский и финский языки в школе № 204, пошёл в третий класс школы и получил финское гражданство. В Финляндии он продолжил заниматься дзюдо: отец с пяти лет тренировал сына и брал его с собой на спортивные сборы. С 11 лет Роман начал тренироваться в местной хоккейной команде. После школы поступил в спортивный колледж и планировал карьеру профессионального хоккеиста.
В 1999 году отец расстался с супругой и вернулся в Санкт-Петербург. По собственному признанию Романа, строить спортивную карьеру было рискованно, поэтому он, несмотря на возражения отца, уехал учиться в Лондон, на чём настаивала мать, владевшая на тот момент бизнесом по поставке газоконденсата из России. После года на подготовительных курсах Ротенберг поступил в European Business School London на факультет международного бизнеса, получил степень магистра по предпринимательскому менеджменту. После окончания учёбы отец предлагал остаться работать в банке Barclays в Лондоне, мать же звала в Финляндию. В 2014 году стало известно, что у Романа Ротенберга есть третье гражданство — Великобритании.

### Карьера
В 2005 году Ротенберг принял решение вернуться в Россию и найти работу не в структурах отца и дяди Аркадия, на тот момент уже ставших известными предпринимателями и совладельцами СМП банка. По совету отца Роман выбрал «Газпром экспорт», где могли пригодиться его международные связи и иностранные языки. На собеседовании он познакомился с генеральным директором «Газпром экспорта» Александром Медведевым, также увлечённым хоккеистом.
В 2009 году на Петербургском международном экономическом форуме Ротенберг познакомился с представителями Газпромбанка, в котором Роман проходил практику ещё в Лондоне. Для работы в банке ему пришлось пройти через трёхлетнюю процедуру возвращения российского гражданства и получить российское финансовое образование. В декабре 2009 года в Санкт-Петербургском государственном университете кино и телевидения защитил диссертацию на соискание учёной степени кандидата экономических наук по теме «Стратегия использования рыночных инструментов в сфере физической культуры и спорта». С 2010 года — советник председателя правления Газпромбанка, отвечающий за привлечение крупных клиентов.

#### Хоккейный менеджер и тренер

Роман Ротенберг на Кубке мира по хоккею в Торонто, 2016 год

В 2007 году Медведев стал разрабатывать план Континентальной хоккейной лиги (КХЛ) и проработку проекта поручил отделу внешних коммуникаций «Газпром экспорта». Для ведения всех коммерческих контрактов лиги была создана компания «КХЛ Маркетинг»; Роман Ротенберг стал заместителем генерального директора. 20 января 2015 он вошёл в совет директоров КХЛ.
В 2011 году Геннадий Тимченко, президент петербургского хоккейного клуба СКА, пригласил Романа Ротенберга на должность вице-президента клуба.
11 декабря 2014 Ротенберг назначен первым вице-президентом Федерации хоккея России (ФХР). В круг его обязанностей входят вопросы взаимодействия ФХР и КХЛ, а также поиски дополнительного финансирования и маркетинговая стратегия развития национальной сборной России, в том числе привлечение новых партнёров. Также Роман Ротенберг — руководитель штаба национальной сборной России по хоккею, включая аналитический и статистический отделы.
С 2016 года входит в комитет по реформированию системы управления IIHF.
10 сентября 2016 года получил Благодарность от Президента РФ Владимира Путина за заслуги в области физической культуры и спорта, большой вклад в развитие отечественного хоккея.

Роман Ротенберг на Олимпийских играх в Пхёнчхане, Южная Корея, 2018 год

24 мая 2017 года был награждён призом имени Валентина Сыча как лучший руководитель клуба КХЛ.
4 января 2022 года решением Совета Директоров хоккейного клуба СКА в целях улучшения управления штабом и командой Роман Ротенберг назначен на должность главного тренера.
Дважды выводил СКА в финал Западной конференции плей-офф КХЛ. В феврале 2023 года армейцы под руководством Ротенберга досрочно выиграли регулярный чемпионат КХЛ и в третий раз в истории клуба завоевали Кубок Континента. Ротенберг с января 2022 по июнь 2025 год года находился среди лидеров на этом временном отрезке по проценту побед в КХЛ — из 255 матчей регулярного чемпионата и плей-офф СКА выиграл 164 (64,31 %). За два первых месяца 2025 года армейцы потерпели три крупных домашних поражения — в три раза больше, чем за предыдущие 16 лет, половина крупных поражений СКА в КХЛ пришлась на время работы главным тренером Ротенберга. В Кубке Гагарина 2025 СКА под руководством Ротенберга впервые за 15 лет выбыл из розыгрыша в первом раунде плей-офф. 30 мая 2025 года в СКА признали работу Ротенберга неудовлетворительной после заседания совета директоров клуба. Также, Ротенберг лишился своей должности в совете директоров клуба. 2 июня 2025 года Ротенберг был уволен из СКА в связи с недостижением командой спортивных результатов.
После ухода из СКА, СМИ сообщали о том, что Ротенберг может возглавить «Витязь», чьим спонсором выступает «Газпром». По данным «Матч ТВ», он планирует стать не только функционером, но и главным тренером.
1 июля 2025 года вошёл в совет директоров клуба хоккейного клуба «Динамо» (Москва). Перед Ротенбергом была поставлена задача по развитию детско-юношеского и молодёжного хоккея в системе клуба.

## Достижения

27 ноября 2018 года. Президент России Владимир Путин вручил Роману Ротенбергу Орден Дружбы

- Орден Почёта (6 февраля 2023 года) — за обеспечение успешной подготовки спортсменов, добившихся высоких спортивных достижений на XXIV Олимпийских зимних играх 2022 года в городе Пекине (Китайская Народная Республика)[25]
- Орден Дружбы (29 июня 2018 года) — за успешную подготовку спортсменов, добившихся высоких спортивных достижений на XXIII Олимпийских зимних играх 2018 года в городе Пхёнчхане (Республика Корея)[26]
- Благодарность Президента Российской Федерации (10 сентября 2016 года) — за заслуги в области физической культуры и спорта, большой вклад в развитие отечественного хоккея[13]
- В качестве первого вице-президента Федерации хоккея России и руководителя штаба сборных команд России:
  - Чемпион Олимпийских игр 2018 года в Пхёнчхане[27]
  - Бронзовый призёр ЧМ-2017[28]
  - Бронзовый призёр МЧМ-2017[29].
  - Полуфиналист Кубка мира 2016 в Торонто[30]
  - Серебряный призёр МЧМ-2016[31]
  - Бронзовый призёр ЧМ-2016[32]
  - Серебряный призёр ЧМ-2015[33]
- Под руководством Романа Ротенберга реанимирован бренд «Красная машина», произведен комплексный ребрендинг Федерации хоккея России[34]. В сборных командах России внедрена современная система видеоанализа в целях повышения качества подготовки хоккеистов. Разработана Национальная программа подготовки хоккеистов. Роман Ротенберг, Геннадий Тимченко и Владимир Путин на подписании протокола о намерениях сотрудничества в сфере развития хоккея.В качестве вице-президента ХК СКА:

Роман Ротенберг, Геннадий Тимченко и Владимир Путин на подписании протокола о намерениях сотрудничества в сфере развития хоккея.

- Двукратный обладатель Кубка Гагарина (2015[35], 2017[36])
- Чемпион России (2017)[37]
- Обладатель Кубка Континента (2013[38], 2018[39], 2023[17])
- Обладатель Кубка Победы за выигрыш серии матчей против сборной Белоруссии (2023)[40]
- Обладатель премии имени Валентина Сыча лучшему руководителю клуба КХЛ (2015, 2017)
- Основатель холдинга «Спортконцепт», включающего в себя компании «Доктор Спорт» (бренд Vitawin, спортивное питание), «Росспорт» (производство спортивной экипировки). В «Спортконцепте» трудоустроено порядка 450 человек, годовая выручка холдинга составляет 2 млрд рублей. Впоследствии компания была приобретена группой инвесторов.
- В 2023 году стал самым цитируемым на радио и ТВ предпринимателем по версии «Коммерсантъ»[41].

## Бизнес в России
Осенью 2010 была учреждена компания «Доктор спорт», производитель спортивного питания. Учредителями «Доктор спорт» стал «СМП Банк», который выделил на финансирование нового проекта бюджет $20 млн на три года. По заявлению компании, она ставит перед собой задачу обеспечить для спортсменов качественное и свободное от допинга питание. Идея создать российского производителя спортпитания принадлежит Александру Медведеву, который в 2010 году поручил Роману Ротенбергу совместно с медицинским центром КХЛ изучить вопрос импортозамещения. За образец бизнес-модели взяли американскую компанию GNC, одного из крупнейших производителей и продавцов спортпитания, витаминов, энергетиков и протеинов. Через год после запуска, по словам Ротенберга, «Доктор спорт» уже вышел на операционную безубыточность. По состоянию на июль 2015, у «Доктор Cпорта» было больше 50 магазинов, что делает компанию одним из крупнейших игроков рынка спортивного питания в России. На фоне смещения спроса на спортивное питание в онлайн выручка «Доктор спорт» начала снижаться, и в сентябре 2018 года «СМП-Банк» продал компанию.
В декабре 2014 Роман Ротенберг хотел приобрести 80 % маркетингового агентства «Телеспорт» у Петра Макаренко. Точную сумму сделки стороны не назвали, но сообщили, что компания оценена в несколько миллиардов рублей. «Телеспорт» — крупнейший игрок рынка спортивного маркетинга, управления спортивными объектами и правами на показ спортивных соревнований в России. В мае 2015 стало известно, что сделка окончательно не завершена. Причиной называлось наличие серьёзных разногласий между «Телеспортом» и Российским футбольным союзом. В октябре 2016 группа инвесторов, в которой участвовал Роман Ротенберг, вышла из сделки по приобретению спортивного маркетингового агентства «Телеспорт».
В июле 2015 года было объявлено, что Ротенберг намерен купить ООО «Швейно-печатное производство „Росспорт“», производителя спортивной формы и атрибутики и основного поставщика российских спортивных клубов, в том числе ХК СКА. Заявлено, что в сделку войдут фабрики компании в Костроме и Дедовске. По экспертным оценкам, стоимость доли может составить около 60 млн руб. при оценке всего бизнеса в 75—80 млн руб.
Основатель холдинга «Спортконцепт», объединяющего компании в области спортивного маркетинга, дистрибуции спортивных товаров, управления и проектирования спортивных комплексов и сооружений, поставки оборудования для спортивных арен. Компании Холдинга имеют многолетний опыт в управлении, эксплуатации и оборудовании хоккейных арен и многофункциональных спортивных комплексов, развивают собственное российское производство и пошив экипировки и атрибутики, в том числе для известных брендов, занимаются розничными и оптовыми продажами спортивной продукции. Впоследствии компания была приобретена группой инвесторов.

## Бизнес в Финляндии
Летом 2013 года семья Ротенбергов и Геннадий Тимченко выкупили 100 % финского холдинга Arena Events OY, который владеет и управляет ареной Хартвалл в Хельсинки. Осенью того же года они приобрели 49 % хоккейной команды «Йокерит», перешедшей в сезоне 2014—2015 в КХЛ. В октябре 2014 Роман Ротенберг выкупил доли отца и дяди, на которых распространяются санкции США. Посредником выступила компания Långvik Capital (отель и конгресс-холл неподалёку от Хельсинки), которая сейчас тоже принадлежит Роману Ротенбергу. Акции «Хартвалл-Арены» теперь разделены следующим образом: Långvik Capital — 49,5 %, Роман Ротенберг лично — 1 %, White Anchor Геннадия Тимченко — 49,5 %.

## Санкции
30 июля 2015 управление по контролю за иностранными активами Министерства финансов США расширило санкционный список, включив в него 13 новых физических и юридических лиц, в том числе Романа Ротенберга и финскую Oy Langvik Capital Ltd.
C 2022 года, на фоне вторжения России на Украину находится под санкциями Великобритании, Канады, Австралии, Украины и Новой Зеландии.

## Общественная позиция
В 2024 году стал доверенным лицом кандидата в президенты России Владимира Путина.

## Семья
Брат — Борис Ротенберг (род. 1986), футболист, защитник, футбольный функционер.
Дядя — Аркадий Ротенберг (род. 1951), миллиардер, первый вице-президент Федерации дзюдо России, председатель Правления Федерации хоккея России, совладелец «СМП банка».
Двоюродный брат — Игорь Ротенберг (род. 1973), предприниматель, топ-менеджер.
Первая жена (с 2010 года) — латвийская модель Марта Берзкална (род. 1985), дочь Мартина.
Вторая жена — российская модель Галина Кеда. Двое детей: дочь Арина (род. 2013) и сын Роман (род. 2015).
Сын Роберт, мать — модель Маргарита Банет; встречался одновременно с ней и с Кеда.